# آگنش بانفالوی
آگنش بانفالوی (به مجاری: Ágnes Bánfalvy) (زاده ۳۰ آوریل ۱۹۵۴) بازیگر مجارستانی است.
از فیلم‌های معروف او می‌توان به بازی در فیلم راپسودی آمریکایی، هم‌طلاقان و بهشت موقت اشاره کرد.